# Althaemenes borneensis
Althaemenes borneensis är en insektsart som beskrevs av Willemse, C. 1936. Althaemenes borneensis ingår i släktet Althaemenes och familjen gräshoppor. Inga underarter finns listade i Catalogue of Life.